# Paty Maqueo
Patricia Maqueo (Ciudad de México, México, 10 de octubre de 2000) es una actriz mexicana, mayormente conocida por su papel en la serie Control Z, donde interpreta a Rosita.
También interpreta a Renata en Like, la leyenda al lado de su hermana gemela, Julia.

## Carrera
Su debut televisivo fue en el año 2007 en el programa de Televisa: ¿Y ahora qué hago? donde dio vida a Paola Ramones.
En 2013 apareció junto a su hermana gemela en el episodio 34 del programa Como dice el dicho. Obtuvo reconocimiento a nivel nacional en el 2014 en el programa La gata con el papel de Esmeralda.
En 2018 interpretó a Renata en la telenovela de Televisa titulada Like, La Leyenda.
En 2020  comenzó a interpretar a Rosita en la serie de drama adolescente Control Z para Netflix, siendo uno de los personajes principales.
En 2022 forma parte del elenco juvenil de la telenovela Corazón guerrero donde interpreta a Belén.

## Filmografía
| Año       | Título               | Personaje        | Notas                          |
| --------- | -------------------- | ---------------- | ------------------------------ |
| 2007      | ¿Y ahora qué hago?   | Paola Ramones    | 13 episodios                   |
| 2009-2019 | La rosa de Guadalupe |                  | 9 episodios                    |
| 2014      | La gata              | Esmeralda (niña) | 3 episodios                    |
| 2014-2017 | Como dice el dicho   |                  | 6 episodios                    |
| 2018      | Like, La Leyenda     | Renata Gil       | Reparto principal              |
| 2020-2022 | Control Z            | Rosita           | Reparto principal/24 episodios |
| 2022      | Corazón guerrero     | Belén            | 120 episodios                  |